# قربانیان نازیسم
این نوشتار فهرستی از قربانیان سرشناس نازیسم است. بسیاری از کسانی که نامشان در این فهرست آمده‌است از یهودیان و لهستانی‌ها هستند، اگرچه اسیران جنگی شوروی، شاهدان یهوه، صرب‌ها، کاتولیک‌ها، مردم کولی و مخالفان سیاسی نیز کشته شدند. فهرست شامل کسانی است که به دلیل نیا، باور مذهبی یا سیاسی، یا گرایش جنسی خود جانشان را در رژیم نازی از دست دادند. همچنین، فهرست شامل آنانی می‌شود که در هولوکاست کشته شدند؛ آنانی که جانشان را در اردوگاه‌های کار اجباری از دست دادند؛ قربانیان حزب نازی؛ و نیز کسانی که برای ممانعت از به قتل رسیدن دست به خودکشی زدند.
این فهرست بر پایه شغل و ملیت تنظیم شده‌است.

## هنرهای اجرایی
| نام                  | عمر         | ملیت              | دست‌آوردها                                                         | علت مرگ                                              |
| -------------------- | ----------- | ----------------- | ----------------------------------------------------------------- | ---------------------------------------------------- |
| هانا بردی            | ۱۹۳۱–۱۹۴۴   | چک                | به تصویر کشیده شده در Hana's Suitcase: A True Story               | مرگ توسط گاز در اردوگاه آشویتس                       |
| رنه بلوم             | ۱۸۷۸–۱۹۴۲   | فرانسوی           | بنیان‌گذار Ballet de l'Opéra à Monte Carlo                         | ؟                                                    |
| آرتور برگن           | ۱۸۷۵–۱۹۴۳   | اتریشی            | بازیگر، کارگردان                                                  | آشویتس                                               |
| ایگان فریدل          | ۱۸۷۸–۱۹۳۸   | اتریشی            | بازیگر، اجراکننده در کاباره                                       | خودکشی برای دستگیر نشدن توسط اس‌آ                     |
| اویگن بورگ           | ۱۸۷۱–۱۹۴۴   | آلمانی            | بازیگر                                                            | در اردوگاهی ناشناس کشته شد                           |
| ارنست آرنت           | ۱۸۶۱–۱۹۴۲/۳ | آلمانی            | بازیگر                                                            | مرگ توسط گاز در اردوگاه مرگ تربلینکا                 |
| ماریا بارد           | ۱۹۰۰–۱۹۴۴   | آلمانی            | بازیگر                                                            | خودکشی در برلین                                      |
| لیا دویچ             | ۱۹۲۷–۱۹۴۳   | کروات             | بازیگر خردسال                                                     | نارسایی قلب در راه آشویتس                            |
| مکس ارلیش            | ۱۸۹۲–۱۹۴۴   | آلمانی            | بازیگر، نمایش‌نامه‌نویس، کارگردان، نویسنده                          | مرگ توسط گاز در آشویتس                               |
| ماریا فورسکیو        | ۱۸۷۵–۱۹۴۳   | اتریشی-مجار       | بازیگر و خواننده اپرا                                             | اردوگاه مرگ بوخن‌والد                                 |
| لیسل فرانک           | ۱۹۱۱–۱۹۴۴   | چک                | رقصنده، بازیگر کاباره                                             | راهپیمایی مرگ اجباری از اردوگاه آشویتس به کریخانستاد |
| کورت گرون            | ۱۸۹۷–۱۹۴۴   | آلمانی            | بازیگر، کارگردان فیلم                                             | مرگ توسط گاز در آشویتس                               |
| دورا گرزون           | ۱۸۹۹–۱۹۴۳   | آلمانی            | بازیگر                                                            | مرگ توسط گاز در آشویتس                               |
| یان گوتوفت           | ۱۸۸۱–۱۹۴۲   | اتریشی-مجار       | بازیگر                                                            | توسط اس‌اس در ویلیچکا کشته شد                         |
| یواخیم گوتشایک       | ۱۹۰۴–۱۹۴۱   | آلمانی            | بازیگر                                                            | خودکشی در برلین                                      |
| لسلی هاوارد          | ۱۸۹۳–۱۹۴۳   | بریتانیایی        | بازیگر                                                            | هواپیمایش توسط لوفت‌وافه سرنگون شد                    |
| گئورگ جان            | ۱۸۷۹–۱۹۴۱   | آلمانی            | بازیگر                                                            | گتو ووچ                                              |
| کورت لیلین           | ۱۸۸۲–۱۹۴۳   | آلمانی            | بازیگر                                                            | اردوگاه مرگ سوبیبور                                  |
| پال مورگان           | ۱۸۸۶–۱۹۳۸   | اتریشی            | بازیگر، بازیگر کاباره                                             | اردوگاه مرگ بوخن‌والد                                 |
| برنارد ناتان         | ۱۸۸۶–۱۹۴۲   | فرانسوی-رومانیایی | کارگردان سینما، مدیر پیشین پتی                                    | آشویتس                                               |
| یوزف اشمیت           | ۱۹۰۴–۱۹۴۲   | اوکراینی          | خواننده، بازیگر                                                   | حمله قلبی در اردوگاهی در سوئیس                       |
| فریتز اشپیرا         | ۱۸۸۱–۱۹۴۳   | اتریشی            | بازیگر سینما و تئاتر                                              | مرگ در اردوگاه کار اجباری روما در Vojvodina          |
| ماتیلده سوسین        | ۱۸۷۶–۱۹۴۳   | اتریشی            | بازیگر                                                            | اردوگاه کار اجباری تریزینشتات                        |
| آرنولد سیمئون ون وسل | ۱۹۱۸–۱۹۴۵   | هلندی             | خواننده جاز                                                       | مرگ از خستگی در برگن-بلزن                            |
| میکلوس ویگ           | ۱۸۹۸–۱۹۴۴   | مجار              | خواننده، بازیگر، کمدین                                            | در بوداپست توسط اعضای حزب تیر صلیب با گلوله کشته شد  |
| کارل هاشلر           | ۱۸۷۹–۱۹۴۱   | چک                | ترانه‌سرا، کارگردان فیلم و تئاتر، بازیگر، دراماتیست، نمایشنامه‌نویس | اردوگاه کار اجباری ماوتهاوزن                         |
| اتو والبورگ          | ۱۸۹۹–۱۹۴۴   | آلمانی            | بازیگر فیلم و کاباره                                              | آشویتس                                               |
| ویتولد زاخارویچ      | ۱۹۱۴–۱۹۴۳   | لهستانی           | بازیگر                                                            | آشویتس                                               |
| مکس زیلزر            | ۱۸۶۸–۱۹۴۳   | مجار-آلمانی       | بازیگر                                                            | کشته‌شده زیر شکنجه توسط گشتاپو                        |

## ادبیات
| نام                  | عمر                                    | ملیت             | دست‌آوردها                                        | علت مرگ                                                                                 |
| -------------------- | -------------------------------------- | ---------------- | ------------------------------------------------ | --------------------------------------------------------------------------------------- |
| آنه فرانک            | ۱۹۲۹–۱۹۴۵                              | هلندی            | نویسنده یک دفترچه خاطرات                         | تیفوس در برگن-بلزن                                                                      |
| السه فلدمان          | ۱۸۸۴–۱۹۴۲                              | اتریشی           | نویسنده و روزنامه‌نگار                            | اتاق گاز در اردوگاه مرگ سوبیبور                                                         |
| ایگان فریدل          | ۱۸۷۸–۱۹۳۸                              | اتریشی           | نویسنده و فیلسوف                                 | خودکشی برای ممانعت از تبعید                                                             |
| پیتر همرشلاگ         | ۱۹۰۲–۱۹۴۲، آشوویتس                     | اتریشی           | نویسنده و گرافیست                                | در هنگام دستگیری و در شرایط نامعلوم کشته شد                                             |
| لیدیا زامنهوف        | ۱۹۰۴–۱۹۴۲                              | لهستانی          | کار برای جنبش اسپرانتو، همچنین ترجمه آثار بهائیت | اتاق گاز در تربلینکا                                                                    |
| ژورا سویفر           | ۱۹۱۲–۱۹۳۹                              | اتریشی           | نویسنده، روزنامه‌نگار                             | تیفوس در بوخن‌والد                                                                       |
| ایتزهاک کاتزنلسون    | ۱۸۸۶–۱۹۴۴                              | بلاروسی          | معلم، نویسنده                                    | اتاق گاز در آشوویتس                                                                     |
| پتر گینز             | ۱۹۲۸–۱۹۴۴، aged 16                     | چک               | ویراستار نشریه Vedem                             | اتاق گاز در آشوویتس                                                                     |
| یولیوس فوچیک         | ۱۹۰۳–۱۹۴۳                              | چک               | رهبر مقاومت                                      | اعدام در زندان پلوت‌زنزی                                                                 |
| میلنا یزنسکا         | ۱۸۹۶–۱۹۴۴، راونسبروک                   | چک               | روزنامه‌نگار                                      | نارسایی کبد                                                                             |
| پاول کورنفلد         | ۱۸۸۹–۱۹۴۲                              | چک               | نویسنده                                          | در هنگام دستگیری و در شرایط نامعلوم کشته شد                                             |
| کترل پولاچک          | ۱۸۹۲–۱۹۴۴                              | چک               | نویسنده                                          | اتاق گاز در آشوویتس                                                                     |
| ولادیسلاف وانچورا    | ۱۸۹۱–۱۹۴۲، پراگ                        | چک               | نویسنده، پزشک                                    | اعدام                                                                                   |
| اتی هیلسوم           | ۱۹۱۴–۱۹۴۳، آشوویتس                     | هلندی            | نویسنده، مؤلف خاطره‌نامه                          | در هنگام دستگیری و در شرایط نامعلوم کشته شد                                             |
| هلگا دین             | ۱۹۲۵–۱۹۴۳                              | هلندی            | نویسنده یک دفترچه خاطرات                         | اتاق گاز در سوبیبور                                                                     |
| هلن بر               | ۱۹۲۱–۱۹۴۵                              | فرانسوی          | نویسنده یک دفترچه خاطرات                         | مرگ در برگن-بلزن                                                                        |
| ژاک دکور             | ۱۹۱۰–۱۹۴۲                              | فرانسوی          | نویسنده، رهبر مقاومت                             | اعدام توسط جوخه                                                                         |
| روبر دسنوس           | ۱۹۰۰–۱۹۴۵                              | فرانسوی          | شاعر، جنگنده مقاومت                              | حصبه، چند هفته پس از آزادسازی اردوگاه تریزینشتات                                        |
| بنژامن فوندان        | ۱۸۹۸–۱۹۴۴                              | فرانسوی          | شاعر، منقد ادبی                                  | اتاق گاز در آشوویتس                                                                     |
| رژی مساک             | ۱۸۹۳–۱۹۴۵                              | فرانسوی          | نویسنده                                          | کشته شده در اردوگاه کار اجباری گروس‌روزن یا دورا                                         |
| والتر بنیامین        | ۱۸۹۲–۱۹۴۰                              | آلمانی           | منتقد دبی و فیلسوف                               | خودکشی برای ممانعت از تبعید در پورتبو                                                   |
| فلیکس فشن‌باخ         | ۱۸۹۴–۱۹۳۳                              | آلمانی           | روزنامه‌نگار                                      | اعدام در هنگام انتقال به داخائو                                                         |
| والتر هسن‌کلور        | ۱۸۹۰–۱۹۴۰                              | آلمانی           | نویسنده اکسپرسیونیست                             | خودکشی برای ممانعت از تبعید                                                             |
| یاکوب ون هودیس       | ۱۸۸۷–۱۹۴۲                              | آلمانی           | نویسنده                                          | اتاق گاز در سوبیبور                                                                     |
| یوخن کلپر            | ۱۹۰۳–۱۹۴۲                              | آلمانی           | نویسنده                                          | خودکشی در برلین                                                                         |
| اریش کناوف           | ۱۸۹۵–۱۹۴۴                              | آلمانی           | روزنامه‌نگار، شاعر                                | اعدام در زندان براندنبورگ-گوردن                                                         |
| کلمنتین کرامر        | ۱۸۷۳–۱۹۴۲                              | آلمانی           | نویسنده، شاعر، کارگر اجتماعی                     | تریزینشتات                                                                              |
| آدام کوکهوف          | ۱۸۸۷–۱۹۴۳                              | آلمانی           | نویسنده، دراماتیست، جنگجوی مقاومت                | در هنگام دستگیری و در شرایط نامعلوم کشته شد                                             |
| اریش موزام           | ۱۸۷۸–۱۹۳۴                              | آلمانی           | نویسنده، آنارشیست                                | اعدام در زندان پلوت‌زنزی                                                                 |
| ویلی مونزنبرگ        | ۱۸۸۹–۱۹۴۰                              | آلمانی           | ناشر، سیاست‌مدار                                  | قتل در اردوگاه کار اجباری اورانینبورگ                                                   |
| فریدریش مونزر        | ۱۸۶۸–۱۹۴۲                              | آلمانی           | لغت‌شناس                                          | تریزینشتات                                                                              |
| کارل فون اوسیتزکی    | ۱۸۸۹–۱۹۳۸                              | آلمانی           | روزنامه‌نگار، برنده جایزه نوبل صلح                | سل                                                                                      |
| اریش سالومون         | ۱۸۸۶–۱۹۴۴                              | آلمانی           | عکاس خبری                                        | در هنگام دستگیری و در شرایط نامعلوم کشته شد                                             |
| لیبرتاس شولتس-بویزن  | ۱۹۱۳–۱۹۴۲                              | آلمانی           | منتقد فیلم، جنگجوی مقاومت                        | اعدام در زندان پلوت‌زنزی                                                                 |
| میکلوش رادنوتی       | ۱۹۰۹–۱۹۴۴                              | مجار             | شاعر                                             | با شلیک به سر به درون گوری دسته‌جمعی در نزدیکی آبدا انداخته شد                           |
| آنتال زرب            | ۱۹۰۱–۱۹۴۵                              | مجار             | نویسنده، استاد ادبی                              | مرگ زیر ضربات متعدد در اردوگاهی در بالف                                                 |
| مردخای گبیرتیگ       | ۱۸۷۷–۱۹۴۲                              | لهستانی          | شاعر، ترانه‌سرا، و موسیقی‌دان ییدیش                | شلیک در گتو کراکوف                                                                      |
| برونو شولتس          | ۱۸۹۲–۱۹۴۲                              | لهستانی          | نویسنده                                          | شلیک در گتو دروهوبیچ                                                                    |
| دبرا ووگل            | ۱۹۰۲–۱۹۴۲                              | لهستانی          | شاعر، فیلسوف                                     | شلیک به سر در گتو لووف                                                                  |
| ویلی اشمید           | ۱۹۳۴                                   | آلمانی           | منتقد موسیقایی                                   | قربانی تصادفی در جریان شب دشنه‌های بلند؛ احتمالاً به دلیل آنکه هویتش نادرست تشخیص داده شد |
| النا شیرمان          | ۱۹۰۸–۱۹۴۲                              | روس              | شاعر                                             | مرگ زیر ضربات متعدد در روستوف، روسیه                                                    |
| سلما میرباوم-آیزینگر | ۱۹۲۴–۱۹۴۲                              | رومانیایی        | نویسنده                                          | تیفوس در اردوگاهی در مناطق روستایی اوکراین                                              |
| داوید ووگل           | ۱۸۹۱–۱۹۴۴                              | روس              | نویسنده عبری                                     | سل، اردوگاه کار اجباری نوینگامه                                                         |
| انتان دو کوم         | ۱۸۹۸–۱۹۴۵، اردوگاه کار اجباری نوینگامه | سورینامی         | نویسنده، فعال حقوق بشر                           | در هنگام دستگیری و در شرایط نامعلوم کشته شد                                             |
| ایرن نمیروفسکی       | ۱۹۰۳–۱۹۴۲                              | اوکراینی-فرانسوی | نویسنده                                          | اتاق گاز در آشوویتس                                                                     |
| السه آوری            | ۱۸۷۷–۱۹۴۳                              | آلمانی           | نویسنده                                          | اتاق گاز در آشوویتس                                                                     |
| رنیا اشپیگل          | ۱۹۲۴–۱۹۴۲                              | لهستانی          | نویسنده یک دفترچه خاطرات                         | مرگ با شلیک گلوله در پرزمیسی                                                            |

## هنرهای تجسمی و طراحی
| نام                    | عمر                | ملیت      | دست‌آوردها           | علت مرگ                    |
| ---------------------- | ------------------ | --------- | ------------------- | -------------------------- |
| فریدل دیکر-براندایس    | ۱۸۹۶–۱۹۴۴          | اتریشی    | هنرمند              | اتاق گاز در آشوویتس        |
| یوزف چاپک              | ۱۸۸۷–۱۹۴۵          | چک        | نقاش، طراح، نویسنده | تیفوس در برگن-بلزن         |
| آبراهام ایزک توشینسکی  | ۱۸۸۶–۱۹۴۲، آشوویتس | هلندی     | طراح تئاتر توشینسکی | اتاق گاز در آشوویتس        |
| ماکس ژاکوب             | ۱۸۷۶–۱۹۴۴          | فرانسوی   | هنرمند              | ذات‌الریه در درانسی         |
| ارنست لودویگ کیرشنر    | ۱۸۸۰–۱۹۳۸، داووس   | آلمانی    | نقاش                | خودکشی به دلیل آزار و اذیت |
| یولیوس کرینگر          | ۱۸۷۶–۱۹۴۲          | اتریشی    | هنرمند و طراح       |                            |
| الفریده لوس-واختلر     | ۱۸۹۹–۱۹۴۰          | آلمانی    | نقاش                | قربانی عملیات تی۴          |
| ساموئل خسرون دو مسکیتا | ۱۸۶۸–۱۹۴۴          | هلندی     | نقاش و طراح         | اتاق گاز در آشوویتس        |
| فلیکس نوسباوم          | ۱۹۰۴–۱۹۴۴          | اتریشی    | نقاش                | اتاق گاز در آشوویتس        |
| کارل پارسیماگی         | ۱۹۰۲–۱۹۴۲          | استونیایی | نقاش                | آشوویتس                    |
| شارلوت سالومون         | ۱۹۱۷–۱۹۴۳          | آلمانی    | نقاش                | اتاق گاز در آشوویتس        |
| یان روبچاک             | ۱۸۸۴–۱۹۴۲          | لهستانی   | نقاش، گرافیست       | اتاق گاز در آشوویتس        |

## موسیقی
| نام              | عمر               | ملیت                     | دست‌آوردها                      | علت مرگ                                                  |
| ---------------- | ----------------- | ------------------------ | ------------------------------ | -------------------------------------------------------- |
| پاول هاس         | ۱۸۹۹–۱۹۴۴         | چک                       | آهنگساز                        | اتاق گاز در آشوویتس                                      |
| هاینتز آلت       | ۱۹۲۲–۱۹۴۵         | آلمانی                   | آهنگساز                        | داخائو                                                   |
| ارنست باخریش     | ۱۸۹۲–۱۹۴۲         | اتریشی                   | آهنگساز                        | اردوگاه کار اجباری مایدانک/لوبلین                        |
| ال بولی          | ۱۸۹۸–۱۹۴۱         | آفریقای جنوبی-بریتانیایی | خواننده                        | کشته شده توسط مین پرندهٔ لوفت‌وافه انداخته شده بر روی لندن |
| ژیگا هرشلر       | ۱۸۹۴–۱۹۴۱         | کروات                    | آهنگساز                        | اردوگاه مرگ یاسنواتس                                     |
| رودولف کارل      | ۱۸۸۰–۱۹۴۵         | چک                       | آهنگساز                        | اسهال خونی در تریزینشتات                                 |
| گیدئون کلاین     | ۱۹۱۹–۱۹۴۵         | چک                       | آهنگساز                        | کشته شده در حین برچیدن اردوگاهی زیرمجموعه آشوویتس        |
| هانس کراسا       | ۱۸۹۹–۱۹۴۴         | چک (بوهمیایی)            | آهنگساز                        | اتاق گاز در آشوویتس                                      |
| ماریو فینزی      | ۱۹۱۳–۱۹۴۵         | ایتالیایی                | پیانیست                        | عفونت روده مکی پس از آزادسازی آشوویتس                    |
| لیون یسل         | ۱۸۷۱–۱۹۴۲، برلین  | آلمانی                   | آهنگساز                        | شکنجه توسط گشتاپو                                        |
| اروین شولهوف     | ۱۸۹۴–۱۹۴۲         | چک                       | آهنگساز، جاز پیانیست           | سل در اردوگاه کار اجباری وولزبورگ                        |
| ویکتور اولمان    | ۱۸۹۸–۱۹۴۴         | چک                       | آهنگساز، پیانیست               | اتاق گاز در آشوویتس                                      |
| کارل‌روبرت کرایتن | ۱۹۱۶–۱۹۴۳         | آلمانی                   | پیانیست                        | اعدام در زندان پلوت‌زنزی                                  |
| آلما روزه        | ۱۹۰۶–۱۹۴۴         | اتریشی                   | ویولونیست، رهبر ارکستر         | احتمالاً مسمومیت در آشوویتس                               |
| یوزف کوفلر       | ۱۸۹۶–۱۹۴۴، کروزنو | لهستانی                  | آهنگساز، معلم موسیقی، ستون‌نویس | احتمالاً شلیک توسط آینزانتس‌گروپن                          |
| لیو اسمیت        | ۱۹۰۰–۱۹۴۳         | هلندی                    | آهنگساز                        | اتاق گاز در سوبیبور                                      |
| مارسل تیبرگ      | ۱۸۹۳–۱۹۴۴         | اتریشی                   | آهنگساز، پیانیست، رهبر ارکستر  | اتاق گاز در آشوویتس                                      |
| لیون سینیگالیا   | ۱۸۶۸–۱۹۴۴         | ایتالیایی                | آهنگساز                        | در هنگام دستگیری دچار ایست قلبی شد                       |
| گرشون سیروتا     | ۱۸۷۴–۱۹۴۳         | لهستانی                  | خواننده تنور                   | کشته‌شده در جریان خیزش گتوی ورشو                          |
| ایلسه وبر        | ۱۹۰۳–۱۹۴۴         | چک                       | آهنگساز، نمایشنامه‌نویس         | اتاق گاز در آشوویتس                                      |

## علوم انسانی
| نام           | عمر                             | ملیت       | دست‌آوردها                            | علت مرگ                                           |
| ------------- | ------------------------------- | ---------- | ------------------------------------ | ------------------------------------------------- |
| میلدرد هارنک  | ۱۹۰۲–۱۹۴۳                       | آمریکایی   | تاریخ‌شناس ادبی، مترجم، جنگجوی مقاومت | اعدام در زندان پلوت‌زنزی                           |
| الیسه ریختر   | ۱۸۶۵–۱۹۴۳                       | اتریشی     | استاد لغت‌شناسی زبان‌های رومی          |                                                   |
| سیمون دانباو  | ۱۸۶۰–۱۹۴۱                       | بلاروسی    | تاریخ‌دان، نویسنده، فعال              | در گتو ریگا در جریان کشتار رومبولا کشته شد        |
| نوربرت یوکل   | ۱۸۷۷–۱۹۴۲، آلزرگروند (احتمالاً؟) | چک         | آلبانی‌شناس                           |                                                   |
| مارک بلوخ     | ۱۸۸۶–۱۹۴۴                       | فرانسوی    | تاریخ‌دان، رهبر مقاومت                | توسط گشتاپو در سن-دیدیه-دو-فورمان شکنجه و کشته شد |
| ولنتن فلدمان  | ۱۹۰۹–۱۹۴۲                       | فرانسوی    | فیلسوف، رهبر مقاومت                  | اعدام توسط جوخه                                   |
| ژان گوسه      | ۱۹۱۲–۱۹۴۴                       | فرانسوی    | روزنامه‌نگار، جنگجوی مقاومت           | در اردوگاه نوینگامه مرد                           |
| ژرژ پولیتزر   | ۱۹۰۲–۱۹۴۲                       | فرانسوی    | فیلسوف، رهبر مقاومت                  | اعدام توسط جوخه                                   |
| بوریس ویلده   | ۱۹۰۸–۱۹۴۲                       | فرانسوی    | قوم‌شناس، جنگجوی مقاومت               | اعدام توسط جوخه                                   |
| آوگوست پیرژوک | ۱۸۸۷–۱۹۴۴                       | اسلوانیایی | تاریخ‌دان ادبی                        |                                                   |
| والتر بنیامین | ۱۸۹۲–۱۹۴۰                       | آلمانی     | فیلسوف                               | خودکشی در پرتبو برای ممانعت از تبعید              |
| فریدریش مونزر | ۱۸۶۸–۱۹۴۲، تریزینشتات           | آلمانی     | استاد مطالعات کلاسیک                 |                                                   |

## ریاضیات
| نام                | عمر       | ملیت    | دست‌آوردها | علت مرگ                           |
| ------------------ | --------- | ------- | --- | --------------------------------- |
| گئورگ الکساندر پیک | ۱۸۵۹–۱۹۴۲ | اتریشی  | قضیه پیک | تریزینشتات                        |
| ژان کاوایه         | ۱۹۰۳–۱۹۴۴ | فرانسوی | فیلسوف علم، رهبر مقاومت | اعدام توسط جوخه                   |
| آلبر لوتمان        | ۱۹۰۸–۱۹۴۴ | فرانسوی | فیلسوف ریاضیات، رهبر مقاومت | اعدام توسط جوخه                   |
| اتو بلومنتال       | ۱۸۷۶–۱۹۴۴ | آلمانی  | کار بر روی نظریه اعداد، ویراستار ماتماتیشه آنالن                                                                                   | تریزینشتات                        |
| فلیکس هاسدرف       | ۱۸۶۸–۱۹۴۲ | آلمانی  | از بنیان‌گذاران توپولوژی نوین. مشارکت گسترده در نظریه مجموعه‌ها، نظریه مجموعه‌های توصیفی، نظریه اندازه‌ها، آنالیز مختلط و آنالیز تابعی | خودکشی، بن                        |
| فریدریش هارتوگس    | ۱۸۷۴–۱۹۴۳ | آلمانی  | کار بنیادی بر روی متغیرهای مختلط چندپاره                                                                                           | خودکشی                            |
| روبرت ریماک        | ۱۸۸۸–۱۹۴۲ | آلمانی  | کار بر روی نظریه گروه‌ها، نظریه اعداد، اقتصاد ریاضی                                                                                 | آشوویتس                           |
| آدولف لیندنباوم    | ۱۹۰۴–۱۹۴۱ | لهستانی | کار بر روی نظریه مجموعه‌ها | گتو ویلنیوس                       |
| آنتونی وومنیکی     | ۱۸۸۱–۱۹۴۱ | لهستانی | ریاضی‌دان | قربانی کشتار استادان لووف         |
| استانیسلاو روزیویچ | ۱۸۸۹–۱۹۴۱ | لهستانی | مسئله روزیویچ | قربانی در کشتار استادان لووف      |
| استانیسلاو زاکس    | ۱۸۹۷–۱۹۴۲ | لهستانی | کار بر روی نظریه اندازه‌ها | در زندان ورشو توسط گشتاپو کشته شد |
| یولیوس شودر        | ۱۸۹۹–۱۹۴۳ | لهستانی | نظریه نقطه ثابت شودر، پایه شودر | مرگ توسط گشتاپو، لووف             |
| وودژیمیش استوژک    | ۱۸۸۳–۱۹۴۱ | لهستانی | ریاضی‌دان | قربانی کشتار استادان لووف         |
| آلفرد توبر         | ۱۸۶۶–۱۹۴۲ | اسلواک  | قضایای آبلی و توبری | تریزینشتات                        |

## علوم طبیعی
| نام        | عمر       | ملیت  | دست‌آوردها | علت مرگ             |
| ---------- | --------- | ----- | --------- | ------------------- |
| ارنست کوهن | ۱۸۶۹–۱۹۴۴ | هلندی | شیمی‌دان   | اتاق گاز در آشوویتس |

## پزشکی و روانشناسی
| نام                  | عمر        | ملیت    | دست‌آوردها                          | علت مرگ                   |
| -------------------- | ---------- | ------- | ---------------------------------- | ------------------------- |
| تادوش بوی-ژلنیسکی    | ۱۸۷۴–۱۹۴۱  | لهستانی | پزشک کودکان، شاعر، مترجم           | قربانی کشتار استادان لووف |
| آنتونی چیزینسکی      | ۱۸۸۲–۱۹۴۱  | لهستانی | پزشک، دندان‌پزشک، جراح              | قربانی کشتار استادان لووف |
| ولادیسلاو دوبرزانیکی | ۱۸۹۷–۱۹۴۱  | لهستانی | پزشک، جراح                         | قربانی کشتار استادان لووف |
| ژیزلا یانوشسکا       | ۱۸۶۷–۱۹۴۳  | اتریشی  | پزشک                               | تریزینشتات                |
| یانوش کورچاک         | ۱۸۷۸–۱۹۴۲  | لهستانی | پزشک کودکان، آموزشیار، رفاه کودکان | تربلینکا                  |
| آدولف ریخ‌واین        | ۱۸۹۸–۱۹۴۴  | آلمانی  | پزشک، آموزشیار، سیاست‌مدار          | اعدام در زندان پلوت‌زنزی   |
| سابینا اشپیل‌راین     | ۱۸۸۵–۱۹۴۲  | روس     | پزشک، روان‌شناس، روان‌درمان          | کشتار زمیفسکایا بالکا     |
| الیزابت فون تادن     | ۱۸۹۰–۱۹۴۴، | آلمانی  | آموزشیار                           | اعدام در زندان پلوت‌زنزی   |
| مارتا گلدبرگ         | ۱۸۷۳–۱۹۳۸  | آلمانی  | فعال اجتماعی، دستیار پزشک          | شب بلورین                 |

## حقوق و تجارت
| نام                       | عمر                                | ملیت    | دست‌آوردها                                     | علت مرگ                      |
| ------------------------- | ---------------------------------- | ------- | --------------------------------------------- | ---------------------------- |
| کلاوس بونهوفر             | ۱۹۰۱–۱۹۴۵                          | آلمانی  | حقوقدان، جنگجوی مقاومت                        | اعدام، برلین                 |
| بتزی تن بوم               | ۱۸۸۵–۱۹۴۴، راونسبروک               | هلندی   | دفتردار                                       | م‌خونی پرنیشیوز               |
| کسپر تن بوم               | ۱۸۵۹–۱۹۴۴، زندان Scheveningen      | هلندی   | ساعت‌ساز                                       | سل، غفلت                     |
| هانس فن دونانیی           | ۱۹۰۲–۱۹۴۵                          | آلمانی  | حقوقدان، جنگجوی مقاومت                        | اعدام، زاخسنهاوزن            |
| راینهولد فرانک            | ۱۸۹۶–۱۹۴۵، اعدام در زندان پلوت‌زنزی | آلمانی  | وکلی، عضو کودتای ۲۰ ژوئیه                     | اعدام                        |
| مارتین گوگر               | ۱۹۰۵–۱۹۴۱                          | آلمانی  | حقوقدان، عضو گروه کرایسا                      |                              |
| موریس هولباخ              | ۱۸۷۷–۱۹۴۵                          | فرانسوی | جامعه‌شناس، اقتصاددان، فیلسوف، مبدع حافظه جمعی | بوخن‌والد                     |
| فرانتز کافمن              | ۱۸۸۶–۱۹۴۴                          | آلمانی  | حقوقدان                                       | زاخسنهاوزن                   |
| ویلهلم موتنر              | ۱۸۸۹–۱۹۴۴                          | اتریشی  | اقتصاددان                                     | آشویتس                       |
| هلموت جیمز گراف فن مولتکه | ۱۹۰۷–۱۹۴۵                          | آلمانی  | حقوقدان، بنیان‌گذار گروه کرایسا                | اعدام در زندان پلوت‌زنزی      |
| آلفرد مولر                | ۱۸۸۸ – ۱۹۴۵، داخائو                | کروات   | کارآفرین                                      |                              |
| لیو مولر                  | ۱۸۹۴ – ۱۹۴۱، یاسنواتس              | کروات   | کارآفرین                                      |                              |
| کارل سک                   | ۱۸۹۶–۱۹۴۵                          | آلمانی  | حقوقدان، عضو کودتای ۲۰ ژوئیه                  | اعدام، فلوسنبورگ             |
| رودیگر شلایخر             | ۱۸۹۵–۱۹۴۵                          | آلمانی  | جنگجوی مقاومت                                 | اعدام، برلین                 |
| آرمین شراینر              | ۱۸۷۴–۱۹۴۱                          | کروات   | صنعتگر                                        | یاسنواتس                     |
| کازیمیر پروزینسکی         | ۱۸۷۵–۱۹۴۵                          | لهستانی | مخترع                                         | اردوگاه کار اجباری ماوتهاوزن |
| الیزابت دو روتشیلد        | ۱۹۰۲–۱۹۴۵                          | فرانسوی | همسر بارون فیلیپ دو روتشیلد                   | راونسبروک                    |
| لودویک موریسی لانداو      | ۱۹۰۲–۱۹۴۴                          | لهستانی | اقتصاددان                                     | اعدام، ورشو                  |

## الهیات و دین
| نام                      | عمر                                     | ملیت       | دست‌آوردها                                             | علت مرگ                                                         |
| ------------------------ | --------------------------------------- | ---------- | ----------------------------------------------------- | --------------------------------------------------------------- |
| کای مونک                 | ۱۸۹۸–۱۹۴۴                               | دانمارکی   | الهی‌دان، نمایشنامه‌نویس                                | مرگ توسط یک اس‌اس-زوندرکوماندو                                   |
| دیتریش بنهوفر            | ۱۹۰۶–۱۹۴۵، اردوگاه کار اجباری فلوسنبورگ | آلمانی     | کشیش لوتری، الهی‌دان                                   | اعدام با سیم نازک                                               |
| رجینا یوناس              | ۱۹۰۲–۱۹۴۴، آشوویتس                      | آلمانی     | ربی زن                                                |                                                                 |
| یوخن کلپر                | ۱۹۰۳–۱۹۴۲                               | آلمانی     | الهی‌دان، روزنامه‌نگار                                  | خودکشی کمی پیش از تبعید، برلین                                  |
| فریدریش لورنتز           | ۱۸۹۷–۱۹۴۴                               | آلمانی     | کشیش                                                  | اعدام                                                           |
| پاول اشنایدر             | ۱۸۹۷–۱۹۳۹، بوخن‌والد                     | آلمانی     | کشیش                                                  | تزریق سمی                                                       |
| ادیت اشتاین              | ۱۸۹۱–۱۹۴۲، آشوویتس                      | آلمانی     | راهبه کرملی، دکترا در فلسفه، قدیس کاتولیک (یهودی‌زاده) | اتاق گاز                                                        |
| ساندور بوخلر             | ۱۸۶۹–۱۹۴۴، آشوویتس                      | مجار       | ربی، تاریخ‌دان                                         |                                                                 |
| جیووانی فورناسینی        | ۱۹۱۵–۱۹۴۴، مارتسابوتو                   | ایتالیایی  | کشیش، نشان طلایی شجاعت نظامی، خادم خدا                | شلیک توسط عضوی از وافن اس‌اس                                     |
| آوراهام ییتزهاک بلوخ     | ۱۸۹۱–۱۹۴۱                               | لیتوانیایی | ربی اعظم، روش یشیوای یشیوای تلشیای                    | کشته‌شده در جریان شلیک به مردان تلشیای                           |
| الخنون وسرمان            | ۱۸۷۵–۱۹۴۱، کاوناس                       | لیتوانیایی | ربی، روش یشیوا                                        |                                                                 |
| ریکاردو پاسیفیچی         | ۱۹۰۴–۱۹۴۳                               | ایتالیایی  | ربی                                                   | اتاق گاز در آشوویتس                                             |
| عزریل رابینوویچ          | ۱۹۰۵–۱۹۴۱                               | لیتوانیایی | ربی                                                   | کشته‌شده در جریان شلیک به مردان تلشیای                           |
| ماکسیمیلیان کلبه         | ۱۸۹۴–۱۹۴۱، آشوویتس                      | لهستانی    | قدیس کاتولیک                                          | تزریق مرگبار پس از آنکه با اختیار خود جای زندانی‌ای دیگر را گرفت |
| استفان وینچتی فرلیچوفسکی | ۱۹۱۳–۱۹۴۵، داخائو                       | لهستانی    | کشیش                                                  |                                                                 |
| کارل ارنست کرافت         | ۱۹۰۰–۱۹۴۵، در حین انتقال به بوخن‌والد    | سوئیسی     | منجم                                                  |                                                                 |
| کالونیموس کالمن شاپیرا   | ۱۸۸۹–۱۹۴۳، عملیات جشن برداشت            | لهستانی    | ربی                                                   |                                                                 |
| مناخم زیمبا              | ۱۸۸۳–۱۹۴۳، خیزش گتو ورشو                | لهستانی    | ربی                                                   |                                                                 |
| ماریا اسکوبتسووا         | ۱۸۹۱–۱۹۴۵، اردوگاه راونسبروک            | روس        | راهبه ارتودوکس روسی، قدیس                             | اتاق گاز                                                        |

## ورزش
| نام              | عمر                                     | ملیت          | دست‌آوردها                                                         | علت مرگ                                              |
| ---------------- | --------------------------------------- | ------------- | ----------------------------------------------------------------- | ---------------------------------------------------- |
| ادی هامل         | ۱۹۰۲–۱۹۴۳، آشوویتس                      | آمریکایی      | بازیکن فوتبال، باشگاه فوتبال آژاکس آمستردام                       |                                                      |
| اتو هرشمان       | ۱۸۷۷–۱۹۴۲، اردوگاه کار اجباری ایزبیکا   | اتریشی        | شمشیرباز و شناگر؛ ۲ بار قهرمان نقره المپیک                        |                                                      |
| هاینریش وولف     | ۱۸۷۵–۱۹۴۳، وین                          | اتریشی        | بازیکن شطرنج                                                      |                                                      |
| ورا منچیک        | ۱۹۰۶–۱۹۴۴                               | بریتانیایی-چک | بازیکن شطرنج؛ قهرمان جهان                                         | در جریان بمباران جنوب لندن توسط یک موشک وی-۱ کشته شد |
| کارل تریبال      | ۱۸۸۵–۱۹۴۱                               | چک            | بازیکن المپیکی شطرنج                                              | اعدام، پراگ                                          |
| استلا آگستریب    | ۱۹۰۹–۱۹۴۳، آشوویتس                      | هلندی         | ژیمناستیک‌کار؛ قهرمان طلای المپیک                                  |                                                      |
| گریت کلیرکوپر    | ۱۸۹۷–۱۹۴۳، سوبیبور                      | هلندی         | مربی تیم ژیمناستیک هلند در المپیک ۱۹۲۸ آمستردام                   |                                                      |
| سالو لانداو      | ۱۹۰۳–۱۹۴۴،                              | هلندی         | بازیکن شطرنج                                                      |                                                      |
| هلنا نوردهیم     | ۱۹۰۳–۱۹۴۳، سوبیبور                      | هلندی         | ژیمناستیک‌کار؛ قهرمان طلای المپیک                                  |                                                      |
| آنت درسدن-پولاک  | ۱۹۰۶–۱۹۴۳، سوبیبور                      | هلندی         | ژیمناستیک‌کار؛ قهرمان طلای المپیک                                  |                                                      |
| یود سیمونز       | ۱۹۰۴–۱۹۴۳، سوبیبور                      | هلندی         | ژیمناستیک‌کار؛ قهرمان طلای المپیک                                  |                                                      |
| آلفرد فلاتو      | ۱۸۶۹–۱۹۴۲، تریزینشتات                   | آلمانی        | ژیمناستیک‌کار؛ ۳ بار قهرمان طلای المپیک و ۱ بار قهرمان نقره المپیک |                                                      |
| گوستاو فلاتو     | ۱۸۷۵–۱۹۴۵، تریزینشتات                   | آلمانی        | ژیمناستیک‌کار؛ ۲ بار قهرمان طلای المپیک                            |                                                      |
| لیلی هنوخ        | ۱۸۹۹–۱۹۴۲، گتو ریگا                     | آلمانی        | ۴ رکورد جهانی، ۱۰ بار برنده قهرمانی آلمان                         |                                                      |
| ورنر زیلن‌بیندر   | ۱۹۰۴–۱۹۴۴                               | آلمانی        | کشتی‌گیر؛ المپیکی                                                  | اعدام                                                |
| یوهان ترولمن     | ۱۹۰۷–۱۹۴۳، نوینگامه                     | آلمانی        | بوکسور؛ قهرمان ملی آلمان                                          |                                                      |
| یانوش گارائی     | ۱۸۸۹–۱۹۴۵، اردوگاه کار اجباری ماوتهاوزن | مجار          | شمشیرباز؛ مدال‌های طلا، نقره، و برنز المپیک                        |                                                      |
| اسکار گرده       | ۱۸۸۳–۱۹۴۴، اردوگاه کار اجباری ماوتهاوزن | مجار          | ۲ بار قهرمان طلای المپیک                                          |                                                      |
| آتیلا پتشاوئر    | ۱۹۰۴–۱۹۴۳، اردوگاه کار اجباری داویدوفکا | مجار          | قهرمان طلای المپیک                                                |                                                      |
| آندریاس زکلی     | ۱۹۰۹–۱۹۴۳،                              | مجار          | شناگر                                                             |                                                      |
| برونیسلاو چک     | ۱۹۰۸–۱۹۴۴، آشوویتس                      | لهستانی       | اسکی‌باز: المپیکی                                                  |                                                      |
| رومان کلانتور    | ۱۹۱۲–۱۹۴۳، مایدانک                      | لهستانی       | شمشیرباز؛ المپیکی                                                 |                                                      |
| یوزف کلوتس       | ۱۹۰۰–۱۹۴۱                               | لهستانی       | تیم ملی فوتبال لهستان                                             |                                                      |
| یانوش کوسوچینسکی | ۱۹۰۷–۱۹۴۰                               | لهستانی       | ورزشکار المپیک                                                    | کشتار پالمیری                                        |
| داوید شپیورکا    | ۱۸۸۰–۱۹۴۰                               | لهستانی       | بازیکن المپیکی شطرنج                                              | اعدام، ورشو                                          |
| لیون اسپرلینگ    | ۱۹۰۰–۱۹۴۱، گتو لمبرگ                    | لهستانی       | بازیکن تیم ملی فوتبال                                             |                                                      |
| ایلیا شرایب‌مان   | ۱۹۰۷–۱۹۴۳، مایدانک                      | لهستانی       | شناگر                                                             |                                                      |
| ویکتور پرز       | ۱۹۱۱–۱۹۴۵، آشوویتس                      | تونسی         | بوکسور؛ قهرمان جهان                                               |                                                      |

## سیاست، مقاومت
| نام                     | عمر                                     | ملیت          | دست‌آوردها                                        | علت مرگ                                      |
| ----------------------- | --------------------------------------- | ------------- | ------------------------------------------------ | -------------------------------------------- |
| کاته لیختر              | ۱۸۹۵–۱۹۴۲، مرکز بهمرگی برنبورگ          | اتریشی        | سیاست‌مدار، اقتصاددان                             | اعدام                                        |
| ریخارد اشمیتس           | ۱۸۸۵–۱۹۵۴، از داخائو جان سالم به در برد | اتریشی        | شهردار وین                                       | نجات‌یافته                                    |
| روزا مانس               | ۱۸۹۱–۱۹۴۲، برنبورگ                      | هلندی         | فمینیست، فعال صلح                                | اتاق گاز                                     |
| ویکتور باش              | ۱۸۷۷–۱۹۴۵                               | فرانسوی       | متخصص زیبایی، سیاست‌مدار                          | قتل توسط میلیس فرانسه ویشی                   |
| پیر برسولت              | ۱۹۰۳–۱۹۴۴                               | فرانسوی       | رهبر ارشد مقاومت                                 | خودکشی برای ممانعت از شکستن زیر شکنجه گشتاپو |
| ژرژ مندل                | ۱۸۸۵–۱۹۴۴                               | فرانسوی       | سیاست‌مدار، رهبر مقاومت                           | قتل در جنگل فونتن‌بلو                         |
| ژان مولن                | ۱۸۹۹–۱۹۴۳                               | فرانسوی       | رهبر ارشد مقاومت                                 | شکنجه و قتل توسط گشتاپو                      |
| ژان زای                 | ۱۹۰۴–۱۹۴۴                               | فرانسوی       | سیاست‌مدار، وزیر کابینه فرانسه                    | قتل توسط میلیس فرانسه ویشی                   |
| ادگار آندره             | ۱۸۹۴–۱۹۳۶، هامبورگ                      | آلمانی        | کمونیست                                          | اعدام                                        |
| فریدریش آئو             | ۱۸۹۶–۱۹۴۴، براندنبورگ                   | آلمانی        | کمونیست                                          | اعدام                                        |
| یودیت اوئر              | ۱۹۰۵–۱۹۴۴، برلین                        | آلمانی        | جنگجوی مقاومت کمونیست                            | اعدام                                        |
| ادگار آندره             | ۱۸۹۴–۱۹۴۴، براندنبورگ                   | آلمانی        | کمونیست                                          | اعدام                                        |
| الگا بناریو پرستس       | ۱۹۰۸–۱۹۴۲، راونسبروک                    | آلمانی-برزیلی | کمونیست                                          | اعدام                                        |
| آلبرشت گراف فن برنستورف | ۱۸۹۰–۱۹۴۵                               | آلمانی        | دیپلمات                                          | قتل در هنگام بازداشت، برلین                  |
| کاتو بونت‌یس ون بیک      | ۱۹۲۰–۱۹۴۴، زندان پلوت‌زنزی               | آلمانی        | جنگجوی مقاومت ارکستر سرخ (کمونیست)               | اعدام                                        |
| رودلف برایت‌شاید         | ۱۸۷۴–۱۹۴۴، بوخن‌والد                     | آلمانی        | سوسیال دموکرات                                   | اعدام                                        |
| ماریان کوهن             | ۱۹۲۲–۱۹۴۴                               | آلمانی        | مکیس جنگجوی مقاومت                               | قتل توسط ضربات متعدد گشتاپو                  |
| هانس کوپی               | ۱۹۱۶–۱۹۴۲، زندان پلوت‌زنزی               | آلمانی        | جنگجوی مقاومت                                    | اعدام                                        |
| هیلده کوپی              | ۱۹۰۹–۱۹۴۳، زندان پلوت‌زنزی               | آلمانی        | جنگجوی مقاومت                                    | اعدام                                        |
| گئورگ السر              | ۱۹۰۳–۱۹۴۵، داخائو                       | آلمانی        | کارگر                                            | اعدام                                        |
| کارل فریدریش گردلر      | ۱۸۸۴–۱۹۴۵، زندان پلوت‌زنزی               | آلمانی        | شهردار لایپزیگ                                   | اعدام                                        |
| ویلی گراف               | ۱۹۱۸–۱۹۴۳، زندان اشتادلهایم             | آلمانی        | جنگجوی مقاومت رز سفید؛ دانشجو                    | اعدام با گیوتین                              |
| آلبرشت هوشوفر           | ۱۹۰۳–۱۹۴۵                               | آلمانی        | دیپلمات، نویسنده                                 | اعدام                                        |
| رودلف هیلفردینگ         | ۱۸۷۷–۱۹۴۱، پاریس                        | آلمانی        | سوسیال دموکرات                                   | اعدام                                        |
| اتو هرش                 | ۱۸۸۵–۱۹۴۱، اردوگاه کار اجباری ماوتهاوزن | آلمانی        | نماینده یهودیان آلمانی                           | اعدام                                        |
| کامیل هافمان            | ۱۸۷۸–۱۹۴۴، آشوویتس                      | آلمانی        | دیپلمات، نویسنده                                 | اعدام                                        |
| مارتین هوپ              | ۱۸۹۲–۱۹۳۳، تسویکاو                      | آلمانی        | کمونیست، رهبر KPD در زاکسونی                     | اعدام                                        |
| کورت هوبر               | ۱۸۹۳–۱۹۴۳، مونیخ–زندان اشتادلهایم       | آلمانی        | جنگجوی مقاومت، استاد                             | اعدام با گیوتین                              |
| فرانتس یاکوب            | ۱۹۰۶–۱۹۴۴، براندنبورگ                   | آلمانی        | جنگجوی مقاومت                                    | اعدام                                        |
| لودویگ لاندمان          | ۱۸۶۸–۵ مارس ۱۹۴۵                        | آلمانی        | سیاست‌مدار حزب DDP، شهردار فرانکفورت              | در مخفی‌گاه خود از گرسنگی درگذشت              |
| یولیوس لبر              | ۱۸۹۱–۱۹۴۴، زندان پلوت‌زنزی               | آلمانی        | سوسیالیست                                        | اعدام                                        |
| ویلهلم لوشنر            | ۱۸۹۰–۱۹۴۴، زندان پلوت‌زنزی               | آلمانی        | سیاست‌مدار                                        | اعدام                                        |
| اوگوست لوتگنس           | ۱۹۳۳                                    | آلمانی        | کمونیست                                          | اعدام                                        |
| والتر مولر              | ۱۹۳۹                                    | آلمانی        | کمونیست                                          | اعدام                                        |
| اوتیلی پول              | ۱۹۴۲، تریزینشتات                        | آلمانی        | جنگجوی مقاومت                                    | اعدام                                        |
| فریتس پرول              | ۱۹۱۵–۱۹۴۴                               | آلمانی        | جنگجوی مقاومت                                    | خودکشی برای ممانعت از شکنجه                  |
| کریستوف پروبست          | ۱۹۱۸–۱۹۴۳، زندان اشتادلهایم             | آلمانی        | جنگجوی مقاومت رز سفید، دانشجو                    | قتل توسط گیوتین                              |
| یوزف رات                | ۱۸۹۶–۱۹۴۵                               | آلمانی        | معلم، سیاست‌مدار                                  | تزریق مرگبار در بوخن‌والد                     |
| انتان سفکوف             | ۱۹۰۳–۱۹۴۴                               | آلمانی        | جنگجوی مقاومت                                    | اعدام                                        |
| ورنر شارف               | ۱۹۱۲–۱۹۴۵                               | آلمانی        | جنگجوی مقاومت، برقکار                            | اعدام در زاخسنهاوزن                          |
| رودلف فون شلیها         | ۱۸۹۷–۱۹۴۲، زندان پلوت‌زنزی               | آلمانی        | جنگجوی مقاومت، دیپلمات                           | اعدام با گیوتین                              |
| الکساندر شمورل          | ۱۹۱۷–۱۹۴۳، زندان اشتادلهایم             | آلمانی        | جنگجوی مقاومت رز سفید، دانشجو                    | اعدام با گیوتین                              |
| ارنست شنلر              | ۱۸۹۰–۱۹۴۴                               | آلمانی        | سیاست‌مدار حزب KPD                                | اعدام در زاخسنهاوزن                          |
| ورنر شولم               | ۱۸۹۵–۱۹۴۰، بوخن‌والد                     | آلمانی        | کمونیست                                          | اعدام                                        |
| هانس شول                | ۱۹۱۸–۱۹۴۳، زندان اشتادلهایم             | آلمانی        | جنگجوی مقاومت، دانشجو                            | اعدام با گیوتین                              |
| سوفی شول                | ۱۹۲۱–۱۹۴۳، زندان اشتادلهایم             | آلمانی        | جنگجوی مقاومت، دانشجو                            | اعدام با گیوتین                              |
| ایلسه اشتوبه            | ۱۹۱۱–۱۹۴۲، زندان پلوت‌زنزی               | آلمانی        | جنگجوی مقاومت                                    | اعدام با گیوتین                              |
| برونو تش                | ۱۹۱۳–۱۹۳۳                               | آلمانی        | کمونیست                                          | اعدام                                        |
| ارنست تلمان             | ۱۸۸۶–۱۹۴۴، بوخن‌والد                     | آلمانی        | رهبر KPD                                         | اعدام                                        |
| آدام فن تروت زو زولتس   | ۱۹۰۹–۱۹۴۴، زندان پلوت‌زنزی               | آلمانی        | دیپلمات                                          | اعدام                                        |
| کارل وولف               | ۱۹۳۳                                    | آلمانی        | کمونیست                                          | اعدام                                        |
| هانا زنس                | ۱۹۲۱–۱۹۴۴                               | مجار          | پارتیزان یهودی                                   | اعدام                                        |
| کازیمیر برتل            | ۱۸۸۲–۱۹۴۱                               | لهستانی       | نخست‌وزیر لهستان ۱۹۲۶–۱۹۳۰                        | اعدام                                        |
| پاول فرنکیل             | ۱۹۲۰–۱۹۴۳                               | لهستانی       | رهبر اتحادیه نظامی یهودی                         | اعدام                                        |
| ییتزهاک گیترمان         | ۱۸۸۹–۱۹۴۳                               | لهستانی       | سیاست‌مدار، مدیر کمیته مشترک توزیع آمریکایی یهودی | جنگجوی خیزش گتوی ورشو                        |
| هرشل گرینزپان           | ۱۹۲۱–۱۹۴۳/۱۹۴۵                          | لهستانی       | رادیکال                                          | اعدام                                        |
| استفان رووکی            | ۱۸۹۵–۱۹۴۴، ورشو                         | لهستانی       | ژنرال، رهبر ارتش میهنی، روزنامه‌نگار              | اعدام                                        |
| استفان استارزینسکی      | ۱۸۹۳–۱۹۴۳                               | لهستانی       | سیاست‌مدار، اقتصاددان، نویسنده                    | نامعلوم، احتمالاً در داخائو کشته شده‌است       |
| سمول زیگیلبوم           | ۱۸۹۵–۱۹۴۳                               | لهستانی       | رهبر سیاسی                                       | خودکشی در اعتراض به نازیسم                   |
| تون چوفار               | ۱۹۰۵–۱۹۴۲                               | اسلوانیایی    | جنگجوی مقاومت                                    | شلیک در هنگام تلاش برای فرار                 |
| اسلاوکو شلاندر          | ۱۹۰۹–۱۹۴۱                               | اسلوانیایی    | جنگجوی مقاومت                                    | اعدام                                        |

## نظامیان
| نام                         | عمر                                     | ملیت      | دست‌آوردها                            | علت مرگ       |
| --------------------------- | --------------------------------------- | --------- | ------------------------------------ | ------------- |
| شارل دولسترن                | ۱۸۷۹–۱۹۴۵                               | فرانسوی   | ژنرال، رهبر مقاومت                   | قتل در داخائو |
| لودویگ بک                   | ۱۸۸۰–۱۹۴۴، برلین                        | آلمانی    | ژنرال، Putschist                     | اعدام         |
| ویلهلم کاناریس              | ۱۸۸۷–۱۹۴۵، اردوگاه کار اجباری فلوسنبورگ | آلمانی    | جاسوس                                | اعدام         |
| اریش فلگیبل                 | ۱۸۸۶–۱۹۴۴، زندان پلوت‌زنزی               | آلمانی    | افسر و جنگجوی مقاومت                 | اعدام         |
| ورنر فون هفتن               | ۱۹۰۸–۱۹۴۴، برلین                        | آلمانی    | حقوقدان، دستیار کلاوس فون اشتاوفنبرگ | اعدام         |
| اریش هوپنر                  | ۱۸۸۶–۱۹۴۴، زندان پلوت‌زنزی               | آلمانی    | عضو اپوزسیون نظامی                   | اعدام         |
| آلبرشت مرتس فن کویرنهایم    | ۱۹۰۵–۱۹۴۴، برلین                        | آلمانی    | سرهنگ، کودتاگر                       | اعدام         |
| فریدریش اولبریخت            | ۱۸۸۸–۱۹۴۴، برلین                        | آلمانی    | ژنرال، کودتاگر                       | اعدام         |
| هانس استر                   | ۱۸۸۷–۱۹۴۵، اردوگاه کار اجباری فلوسنبورگ | آلمانی    | رئیس کل نیروهای مسلح                 | اعدام         |
| اروین رومل                  | ۱۸۹۱–۱۹۴۴                               | آلمانی    | سپهبد ورماخت                         | خودکشی اجباری |
| هارو شولتس-بویزن            | ۱۹۰۹–۱۹۴۲، زندان پلوت‌زنزی               | آلمانی    | افسر                                 | اعدام         |
| کلاوس فون اشتاوفنبرگ        | ۱۹۰۷–۱۹۴۴، برلین                        | آلمانی    | رئیس کل نیروهای مسلح، کودتاگر        | اعدام         |
| کارل-هاینریش فون اشتولپ‌ناگل | ۱۸۸۶–۱۹۴۴، زندان پلوت‌زنزی               | آلمانی    | فرمانده نظامی در فرانسه اشغالی       | اعدام         |
| هنینگ فون ترسکو             | ۱۹۰۱–۱۹۴۴، روسیه                        | آلمانی    | ژنرال اول، کودتاگر                   | خودکشی        |
| اروین فون ویتزلبن           | ۱۸۸۱–۱۹۴۴، زندان پلوت‌زنزی               | آلمانی    | سپهبد بازنشسته                       | اعدام         |
| موریزیو گیلگیو              | ۱۹۲۰–۱۹۴۴، رم                           | ایتالیایی | سرباز                                | شلیک گلوله    |
| دمیتری کاربیشف              | ۱۸۸۰–۱۹۴۵، اردوگاه کار اجباری ماوتهاوزن | روس       | فرمانده مهندسی                       | اعدام         |
| رودلف ویست                  | ۱۸۹۰–۱۹۴۵، اردوگاه کار اجباری فلوسنبورگ | اسلواک    | ژنرال، رهبر خیزش ملی اسلواکی         | اعدام         |
| یان گولیان                  | ۱۹۰۶–۱۹۴۵، اردوگاه کار اجباری فلوسنبورگ | اسلواک    | سرتیپ، رهبر خیزش ملی اسلواکی         | اعدام         |